# Joana de Flandres (ópera)
Joana de Flandres é uma ópera do compositor brasileiro Antônio Carlos Gomes, em 4 atos, cantada em português com libreto de Salvador de Mendonça. Estreou no Theatro Lyrico Fluminense no dia 15 de Setembro de 1863.